# Liu Wen Zheng
Steven Liu, conocido artísticamente como Liu Wen Zheng (Chino: 劉文正; pinyin: Liú wénzhèng; nacido en =Hebei, el 12 de noviembre de 1952-), es un actor y cantante taiwanés. 

## Biografía
Liu era el hijo menor de su familia y uno de los favoritos de su madre. Había planeado inicialmente para seguir el camino de sus hermanos, un hermano y dos hermanas, para continuar su educación en el extranjero y después cursar en la universidad. Sin embargo, esto fue dejado de lado, después de haber ganado en un concurso de canto, que lo llevó a firmar un contrato con un canal de televisión en Taiwán, de la red "Tai Shi" a la edad de 17 años.
Liu comenzó a tocar con una banda musical llamada Zheng Wu Xu Hui en Zhong Xue, una escuela católica donde asistió. Según Liu, su interés por la música fue animado por un sacerdote que era un fan de la música pop.

## Carrera
Su primer álbum titulado "Nuo Yen" (La Promesa), fue lanzado en 1975, inició su carrera como cantante cuando se convirtió en un éxito arrollador. Liu se lanzó así al estrellato, debido a que sus distintivos estilos vocales y buena apariencia. Al principio de su carrera, a menudo llevaba un pañuelo blanco y esto se convirtió en su marca personal para ganar más admiración.
Ganó en el prestigioso premio de "Golden Bell", como Mejor Cantante Masculino en tres ocasiones, durante la década de los años 1980. En el apogeo de su carrera, Liu ordenó una cuota por su presentación de NT $ 240.000 por noche. Lanzó cerca de 40 álbumes y actuó en más de una docena de películas, coprotagonizó con algunas de las actrices más reconocidas como Brigitte Lin, Shirley Lu y Sylvia Chang.
En 1983, el entonces con 30 años de edad, Liu anunció inesperadamente que iba a abandonar el centro de atención en el desarrollo de su carrera en el backstage. En numerosas entrevistas, Liu explicó que podía no podía ver nuevos avances y deseaba retirarse en la cima de su carrera. Él quería expandir sus horizontes y no limitar su vida al negocio del entretenimiento.
Posteriormente creó una compañía de producción llamado "Fei Ying" para preparar a jóvenes talentos, pero su empresa se cerró en 1991, cuando emigró a los Estados Unidos.
A pesar de su estatus como superestrella, Liu mantiene una reputación impecable en la industria del entretenimiento. Insiders lo describen como su etapa de caballeroso, tranquilo y reservado. Liu actualmente reside en Nueva York. Se dice que es un inversionista de bienes raíces con experiencia que se abarcan en muchos países. Él no tiene planes de regresar al mundo del espectáculo hasta la fecha.